# Departamento Atlántida
Der Verwaltungsbezirk Atlántida ist eines von 18 Departamentos in Honduras und liegt an der nördlichen Atlantikküste des Landes.
Die Hauptstadt und größte Stadt Atlántidas ist die Hafenstadt La Ceiba. Die zweitgrößte Stadt ist Tela. Die fünf nächstgrößten Dorfgemeinschaften sind La Masica, Arizona, El Porvenir, Esparta und Santa Ana, die sich zu einer Mancomunidad zusammengeschlossen haben. Wirtschaftlich hängt die Region vom Ananas-Anbau und von der Afrikanischen Palme, deren Früchte zu Öl verarbeitet werden, ab.

## Municipios
Verwaltungstechnisch ist das Departamento Atlántida in acht Municipios unterteilt:
1. Arizona
2. El Porvenir
3. Esparta
4. Jutiapa
5. La Ceiba
6. La Masica
7. San Francisco
8. Tela